# FC Concordia Wilhelmsruh
Der FC Concordia Wilhelmsruh 1895 ist ein deutscher Fußballklub aus Berlin. Heimstätte des Clubs ist die Nordendarena, welche 4000 Zuschauern Platz bietet.

## Verein

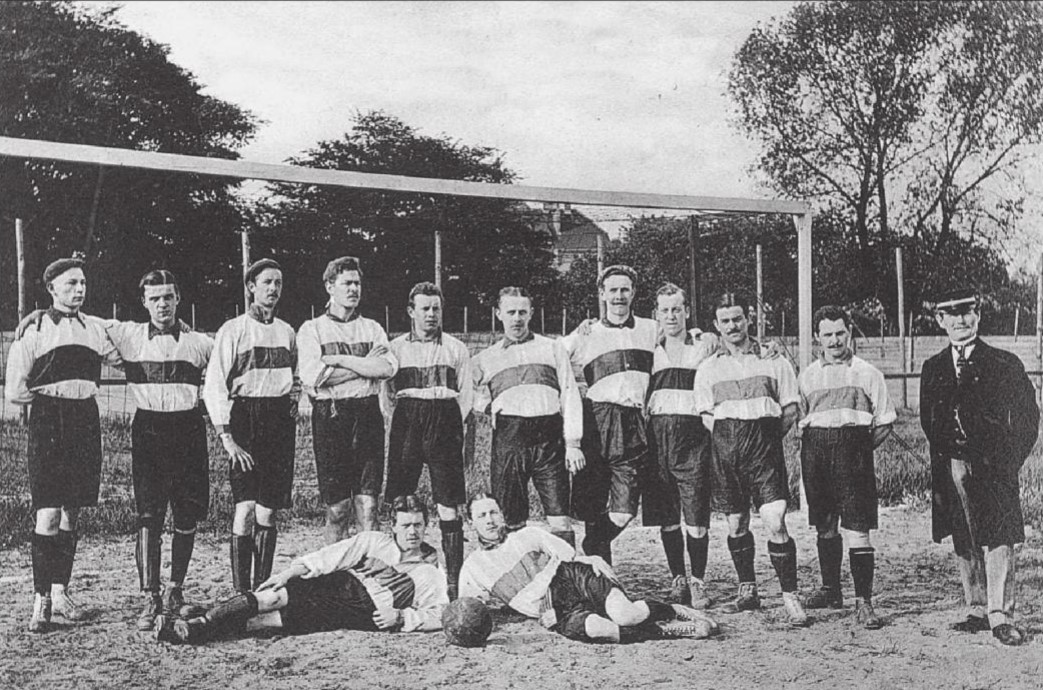
Mannschaftsfoto auf dem Concordia-Sportplatz, 1915

Der FC Concordia Wilhelmsruh entstand im Jahr 1895 als Berliner FC Concordia und ist einer der Gründungsvereine des DFB. Erste Heimstätte des Clubs war der Sportplatz an der Lindauer Straße in Berlin-Reinickendorf. Der BFC Concordia spielte schon kurz nach seiner Gründung im Verband Berliner Ballspielvereine, in welchem er häufig zwischen der zweiten und dritten Klasse pendelte, jedoch auch kurzzeitig in der ersten Klasse spielte.
1924 erfolgte nach einer Fusion mit SuTV Wilhelmsruh 1906 eine Umbenennung in Ballspielclub Concordia Wilhelmsruh. Nach Kriegsende wurde der Club aufgelöst und als SG Wilhelmsruh neu gegründet. 1948 trat die Sportgruppe aufgrund des Viermächteabkommens wieder unter dem Namen Concordia an und spielte in der Amateurliga Berlin. Mit der Spaltung des Berliner Fußball-Verbandes wurde die SG Concordia Wilhelmsruh im Jahr 1950 in die neu geschaffene DS-Liga eingegliedert und spielte in Berlin-Rosenthal. Die damalige zweithöchste Spielklasse der DDR erwies sich für die Concordia als eine Nummer zu groß und es folgte mit nur vier Saisonpunkten der sofortige Abstieg. Analog zu den Stadtrivalen SG Hohenschönhausen und SG Köpenick konnte auch Concordia Wilhelmsruh nie auf finanzielle Unterstützung eines Trägerbetriebes zurückgreifen und war damit gegenüber Betriebssportgemeinschaften nicht konkurrenzfähig. Sportlich verschwand Wilhelmsruh im Anschluss in den Niederungen des Berliner Fußballs.
1991 wurde eine Namensänderung in FC Concordia Wilhelmsruh vollzogen. Eine Rückkehr in den höherklassigen Berliner Fußball gelang der Concordia nicht.

## Statistik
- Teilnahme OL Berlin: 1901/02, 1911/12 (BFC Concordia)
- Teilnahme DDR-Liga: 1950/51
- Ewige Tabelle der DDR-Liga: Rang 196

## Personen
- Christian Schmidt
- Alfredo Morales